# Ucho zewnętrzne

Budowa ucha ludzkiego

Ucho zewnętrzne (łac. auris externa) – jedna z trzech (oprócz ucha środkowego i ucha wewnętrznego) części ucha kręgowców, wychwytująca fale dźwiękowe i kierująca je do ucha środkowego. Najlepiej rozwinięte jest u ssaków, u których składa się z małżowiny usznej i przewodu słuchowego zewnętrznego, u ptaków, jaszczurek i krokodyli składa się jedynie z przewodu słuchowego zewnętrznego, u pozostałych kręgowców nie występuje.

## Ucho zewnętrzne u człowieka
U człowieka ucho zewnętrzne składa się z małżowiny usznej i przewodu słuchowego zewnętrznego oddzielonego od ucha środkowego przez błonę bębenkową.

### Małżowina uszna
Małżowina uszna zbudowana jest z chrząstki otoczonej ochrzęstną, tkanki podskórnej i skóry.
Do poszczególnych składowych małżowiny zalicza się:
- obrąbek (łac. helix) – zaokrąglona zewnętrzna część chrząstki;
- czółenko (łac. scapha) – wewnętrzna, wklęsła część obrąbka;
- grobelka (łac. antihelix) – wewnętrzna krawędź małżowiny;
- muszla małżowiny (łac. concha auriculae) – zagłębienie zbudowane z tkanki łącznej, położone tuż za przewodem słuchowym zewnętrznym;
- dół trójkątny (łac. fossa triangularis) – zagłębienie położone od przodu pomiędzy odnogami grobelki;
- skrawek (łac. tragus) – mały, pokryty włosami występ chrząstki zlokalizowany tuż przed ujściem przewodu słuchowego zewnętrznego;
- przeciwskrawek (łac. antitragus) – wyniosły fałd chrząstki leżący nad płatkiem.

Jedynie dolna część małżowiny nie posiada chrząstki; luźno zwisająca część małżowiny tworzy płatek małżowiny usznej.

### Przewód słuchowy zewnętrzny
Przewód słuchowy zewnętrzny ma około 3,5 cm długości, jest wygięty w kształt litery „S”. Składa się z przyśrodkowej części kostnej i bocznej części chrzęstnej.